# Serart
Serart – projekt muzyczny, będący owocem współpracy, lidera zespołu System of a Down – Serja Tankiana i folkowego multiinstrumentalisty, Arto Tunçboyacıyan. Do tej pory muzycy wydali jeden album pod tytułem "Serart". Muzykę zespołu stanowi połączenie rocka awangardowego, alternatywnego z elementami ormiańskiego folku.

## Członkowie zespołu
- Serj Tankian – wokal, perkusja, instrumenty dodatkowe
- Arto Tunçboyacıyan – wokal, perkusja, instrumenty dodatkowe

## Dyskografia

### Albumy
- 2003: Serart

### EPki
- 2003: Serart (Sampler)